# Мо (округ)
Округ Мо (фр. Arrondissement de Meaux) — округ у Франції, в департаменті Сена і Марна. 2023 року округ об'єднував 139 муніципалітетів, населення становило 340 346 осіб.
Адміністративний центр (супрефектура) — Мо.

## Муніципалітети
Список муніципалітетів округу та їхні коди INSEE:
1. Амії (77002)
2. Анне-сюр-Марн (77005)
3. Армантьєр-ан-Брі (77008)
4. Барсі (77023)
5. Бассевель (77024)
6. Ботей-Сен (77433)
7. Буассі-ле-Шатель (77042)
8. Булер (77047)
9. Бутіньї (77049)
10. Бюсьєр (77057)
11. Вандрес (77490)
12. Варредд (77483)
13. Венсі-Маневр (77526)
14. Вільводе (77517)
15. Вільє-сюр-Морен (77521)
16. Вільмарей (77505)
17. Вільнев-су-Даммартен (77511)
18. Вільнуа (77513)
19. Вільпаризі (77514)
20. Вільруа (77515)
21. Вінант (77525)
22. Віньєлі (77498)
23. Вокуртуа (77484)
24. Вуланжі (77529)
25. Герар (77219)
26. Грессі (77214)
27. Даммартен-ан-Гоель (77153)
28. Даммартен-сюр-Тіжо (77154)
29. Даньї (77151)
30. Дуї-ла-Раме (77163)
31. Дюїзі (77157)
32. Етрепії (77173)
33. Жевр-ле-Шапітр (77205)
34. Жень (77235)
35. Жерміньї-л'Евек (77203)
36. Жерміньї-су-Кулон (77204)
37. Жирмутьє (77206)
38. Жуарр (77238)
39. Жуії (77241)
40. Іверні (77233)
41. Іль-ле-Вільнуа (77232)
42. Іль-ле-Мельдез (77231)
43. Кенсі-Вуазен (77382)
44. Кле-Суї (77118)
45. Компан (77123)
46. Конде-Сент-Ліб'єр (77125)
47. Конжі-сюр-Теруанн (77126)
48. Кошерель (77120)
49. Крежі-ле-Мо (77143)
50. Кресі-ла-Шапель (77142)
51. Круї-сюр-Урк (77148)
52. Куї-Пон-о-Дам (77128)
53. Куломм (77130)
54. Куломм'є (77131)
55. Кулон-ан-Валуа (77129)
56. Кутевру (77141)
57. Кюїзі (77150)
58. Ла-От-Мезон (77225)
59. Ла-Сель-сюр-Морен (77063)
60. Ла-Ферте-су-Жуарр (77183)
61. Ле-Мені-Амело (77291)
62. Ле-Пен (77363)
63. Ле-Плессі-о-Буа (77364)
64. Ле-Плессі-л'Евек (77366)
65. Ле-Плессі-Пласі (77367)
66. Лізі-сюр-Урк (77257)
67. Лонперр'є (77259)
68. Люзансі (77265)
69. Марей-ле-Мо (77276)
70. Марі-сюр-Марн (77280)
71. Мароль-ан-Брі (77278)
72. Марсії (77274)
73. Маршеморе (77273)
74. Ме-ан-Мюльтьян (77283)
75. Мезонсель-ан-Брі (77270)
76. Мері-сюр-Марн (77290)
77. Мессі (77292)
78. Мітрі-Морі (77294)
79. Мо (77284)
80. Монже-ан-Гоель (77308)
81. Монсо-ле-Мо (77300)
82. Монтіон (77309)
83. Мопертюї (77281)
84. Морегар (77282)
85. Муру (77320)
86. Муссі-ле-Неф (77322)
87. Муссі-ле-В'є (77323)
88. Нантей-ле-Мо (77330)
89. Нантей-сюр-Марн (77331)
90. Нантує (77332)
91. Оккерр (77343)
92. Ольнуа (77013)
93. Оті (77349)
94. Отфей (77224)
95. Паншар (77358)
96. Пезарш (77360)
97. П'єрр-Леве (77361)
98. Поммез (77371)
99. Пресі-сюр-Марн (77376)
100. Пуенсі (77369)
101. Пюїзьє (77380)
102. Рей-ан-Брі (77388)
103. Рувр (77392)
104. Саасі-сюр-Марн (77397)
105. Саммерон (77440)
106. Сансі-ле-Мо (77443)
107. Сен-Жан-ле-Де-Жумо (77415)
108. Сен-Мар (77420)
109. Сен-Мем (77427)
110. Сен-Патюс (77430)
111. Сен-Суппле (77437)
112. Сен-Фіакр (77408)
113. Сент-Огюстен (77400)
114. Сент-Ольд (77401)
115. Сет-Сор (77448)
116. Сіньї-Сіньє (77451)
117. Сітрі (77117)
118. Танкру (77460)
119. Тіжо (77466)
120. Трійбарду (77474)
121. Трійпор (77475)
122. Тросі-ан-Мюльтьян (77476)
123. Тукен (77469)
124. Тьє (77462)
125. Уассері (77344)
126. Фармутьє (77176)
127. Форфрі (77193)
128. Френ-сюр-Марн (77196)
129. Фюблен (77199)
130. Шаї-ан-Брі (77070)
131. Шамбрі (77077)
132. Шаміньї (77078)
133. Шанжі-сюр-Марн (77084)
134. Шармантре (77094)
135. Шарні (77095)
136. Шеврю (77113)
137. Шоконен-Нефмонтьє (77335)
138. Шоффрі (77106)
139. Юссі-сюр-Марн (77478)